# Scorpion (Mortal Kombat)
Scorpion – wojownik ninja z serii gier Mortal Kombat. Scorpion pojawił się w niemal wszystkich filmach jak i grach Mortal Kombat (z wyjątkiem Mortal Kombat 3).
Jego cechą charakterystyczną są puste, trupie oczy (gdyż jest nieumarłym). Jego charakterystyczną bronią jest sznurowy harpun wysuwany z dłoni, raniący i przyciągający przeciwnika. W filmach harpun zastąpiono "robalem" działającym na tej samej zasadzie.

## Życiorys
Jego największym wrogiem jest Sub-Zero. Między klanami ninja trwa walka – klan Sub-Zero (Lin Kuei) to przeciwnicy klanu Scorpiona (Shirai Ryu). Wiele lat temu został skazany na śmierć przez klan Lin Kuei i został zamordowany przez Sub-Zero. Scorpion w swoim poprzednim życiu zostawił żonę i dziecko, jednak pozwolono mu powrócić, by mógł się zemścić. Zwyciężył w turnieju i otrzymał tytuł Wielkiego Mistrza, jednak cena, jaką zapłacił, była wysoka. Już nigdy więcej nie zobaczy swojej rodziny i na wieki będzie skazany na swoje przekleństwo.
Scorpion nie pojawił się w grze Mortal Kombat 3, gdyż Shao Kahn zamknął bramę piekieł i został on uwięziony. W części czwartej ścigał dalej Sub-Zero z zamiarem zemsty, gdyż był przekonany, że jego zmarły wcześniej brat nie tylko pozbawił kiedyś Scorpiona duszy, ale też wymordował jego rodzinę i klan. Pokonany, leżący u stóp Scorpiona niebieski ninja wyznaje, że owym zabójcą był tak naprawdę nekromanta Quan Chi. Scorpion ściga więc Quan Chi. Zabiera go do piekła, by tam skazać na wieczne cierpienie. O ucieczce Quan Chi z piekła dowiadujemy się dopiero w grze Mortal Kombat: Deadly Alliance.